# 大阪府立住吉商業高等学校
大阪府立住吉商業高等学校（おおさかふりつ すみよししょうぎょう こうとうがっこう）は、大阪市住之江区に所在する公立の商業高等学校。

## 概要
商業科1学科を設置する商業高等学校である。2022年度入学生より、「スペシャリスト」「観光」「ジェネラリスト」の3コースを設置している。観光コースは、大阪府内の商業高等学校としては初めての設置となる。
通称・略称は「住商」（すみしょう）。
1940年に南区で旧制大阪市立住吉商業学校として開校した。1942年に現在地に移転している。
大阪市と大阪府の方針により、2022年4月より大阪府に移管され、大阪府立となった。

## 沿革

### 学校創立
1903年、大阪市南区鰻谷東之町に大阪市立育英商業補習学校が開設され、その後1921年に大阪市立育英商工学校へと改編されている。
これらの学校をルーツとして発展させる形で、大阪市立住吉商業学校を設置した。1939年10月に大阪市会で設立が可決され、翌1940年度より旧育英商工学校を仮校舎として、旧制の男子商業学校として大阪市立住吉商業学校が開校した。
学校では、住吉商業学校開校時の1940年を創立と位置づけている。なお、旧育英商工学校は1941年3月に廃校となっている。
1942年には住吉区南加賀屋町559番地（現在の住之江区御崎）の現在地に校舎が完成して移転している。

### 戦時体制
太平洋戦争の時代背景を受け、政府が1943年10月に出した教育ニ関スル戦時非常措置方策により、男子商業学校は一部の例外を除いて工業学校・農業学校・女子商業学校などに改編するよう求められた。国の方針を受け、大阪市では1944年、商業学校として存続とされた天王寺商業学校と、生徒募集停止となり在校生が卒業次第廃校の見通しとされた扇町商業学校を除く市立の男子商業学校は、工業学校への転換措置とされた。
この措置に伴い、1944年度より住吉商業学校は工業学校に戦時転換させられ、大阪市立住吉工業学校と称した。また1944年には、大阪市立戎商業学校を合併している。
終戦後の1946年、住吉商業学校に復帰している。

### 芦池女子商業学校
また大阪市では、戦時体制による男子商業学校の転換により、商業学校の不足分を女子商業学校の増設でまかなう策がとられた。その際に、女子商業学校の校地確保・および独立校舎の新設は厳しい状況だったため、既存の国民学校を廃校として近隣校に統合させ、空いた校舎を転用して女子商業学校を新設する方策がとられた。
その一環として1944年、南区安堂寺橋通3丁目（現在の中央区南船場3丁目）にあった大阪市芦池国民学校を廃校として校舎を転用し、大阪市立芦池女子商業学校が設置された。

### 学制改革
1948年の学制改革により大阪市立住吉商業高等学校となった。また芦池女子商業学校は名目上新制高等学校に移行し、大阪市立芦池商業高等学校と称した。
大阪市では旧制の中等学校については、当時存在していた学校を名目上すべて新制高等学校に移行させるが、戦災の状況などを勘案して適宜統合整理するとしていた。
また学制改革での高校三原則により男女共学が進められることになった。大阪市では、旧制商業学校については、男子商業学校と女子商業学校の合併で男女共学を進めることにした。
住吉商業高等学校は、校舎が新制の大阪市立住吉第二中学校の仮校舎に転用されることになったという条件もあり、南区安堂寺橋通3丁目の大阪市立芦池商業高等学校内に移転し、両校が同居して実質的に合併する形で男女共学を実施した。校名は当時「大阪市立住吉芦池商業高等学校」と2校の名前を併称することもあった。書類上は、芦池商業高等学校は1950年に廃校となっている。
住吉第二中学校（1949年大阪市立南稜中学校に改称）が別の場所に本校舎を設置することが決まったことや、当時使用していた芦池校舎では芦池小学校の復興開校を求める地域の声が高まったことなどの条件が重なり、1952年には現在地に校舎を復帰した。

### 学科改編
2003年度から2009年度まで商業科総合選択制を導入し、「起業者育成」「ビジネスコミュニケーション」「簿記会計」「マルチメディア」「なにわの商い」「ヒューマンエコロジー」の6つの系列を設け、商業科の中に幅広い選択科目を設けていた。2年次以降各系列に分かれて学習していた。
2010年度以降は従来型の商業科に戻した。改編の背景には、大阪市が当時構想していた、高大連携での7年一貫教育を見据えた「新商業高等学校」設置構想があった。「新商業高等学校」構想を受け、住吉商業高等学校では従来型の資格習得・技術習得を目指す実業教育をおこない地域の商業人育成を図る「地域に根ざす実業学校」として、「新商業高等学校」とは異なる方向での特色化を図ることにした。

### 大阪府への移管
2010年代に入り、大阪市長・大阪維新の会代表橋下徹と市政与党大阪維新の会が、「大阪都構想」に絡んで「大阪府と大阪市が同種の施設を持っているのは二重行政」と主張し、「二重行政の解消」として各種施設の府市統合や運営一元化などを打ち出した。大阪市立の高等学校も対象とされ、市立の高等学校全校を大阪府に移管するという構想が出された。
移管構想は市民・議会からの反対や調整の難航などで一時立ち消えになったものの、2019年になり再び高等学校の移管構想が具体化した。大阪市立の高等学校全校を大阪府立として移管することが、2019年に大阪市・大阪府の両教育委員会で合意に至った。
2020年12月に大阪市会および大阪府議会で移管に関連する条例が可決され、2022年度からの府立移管が正式に決定した。このことを受け、2022年度より大阪府に移管され、大阪府立住吉商業高等学校と改称している。

### 年表
- 1939年10月2日 - 住吉商業学校の設置が大阪市会で議決される。この日を創立記念日とする。
- 1940年2月12日 - 文部省告示第79号により、商業学校規定に基づく大阪市立住吉商業学校の設置が認可される、
- 1940年4月1日 - 大阪市立住吉商業学校として、大阪市南区鰻谷東之町の仮校舎で開校。
- 1942年9月3日 - 住吉区南加賀屋町（現在地）に移転。
- 1944年4月1日 - 戦時措置により大阪市立住吉工業学校へ転換。大阪市立戎商業学校を合併。
- 1944年 - 大阪市立芦池女子商業学校を、南区安堂寺橋通3丁目に設置。
- 1945年 - 大阪大空襲により校舎被災。
- 1946年4月1日 - 大阪市立住吉商業学校に復帰。
- 1948年4月1日 - 学制改革で大阪市立住吉商業高等学校となる。南区安堂寺橋通3丁目に移転し、大阪市立芦池商業高等学校との同居で男女共学とする。
- 1950年4月1日 - 大阪市立芦池商業高等学校を合併。
- 1952年4月1日 - 現在地に校舎を復帰し、移転。
- 1955年10月7日 - 校地を拡張。
- 2003年4月1日 - 商業科総合選択制を導入。
- 2010年 - 商業科総合選択制を廃止、従来型の商業科へとカリキュラム改編。
- 2022年4月1日 - 大阪府に移管。大阪府立住吉商業高等学校に改称。「スペシャリスト」「観光」「ジェネラリスト」の3コースを設置[1]。

## 交通
- 大阪シティバス 北島2丁目バス停よりすぐ
- 南海本線 住ノ江駅 西へ約900m
- Osaka Metro四つ橋線・ニュートラム 住之江公園駅 南東へ約1.2km

## 出身者
- 射手園眞一 - 元社会人野球選手
- ココ・シャネル - お笑い芸人
- 疋田耕造 - コーナン商事創業者・元社長
- ビク・トリア - 元お笑い芸人
- 山田菜々 - 元NMB48